# إذاعة الرياض
إذاعة الرياض، هي إذاعة سعودية تبث من الرياض، تابعة لوزارة الإعلام السعودية. افتتحت عام 1384 هـ وجرى توحيد بث البرنامج العام بين إذاعتي الرياض وجدة في مطلع شوال 1399 هـ. وتبث الإذاعة برامجها على مدار الأربع وعشرين ساعة، ويصل بثها إلى جميع أنحاء العالم، وتتنوع برامجها بين البرامج الإخبارية والثقافية والترفيهية.